# Jolene Blalock

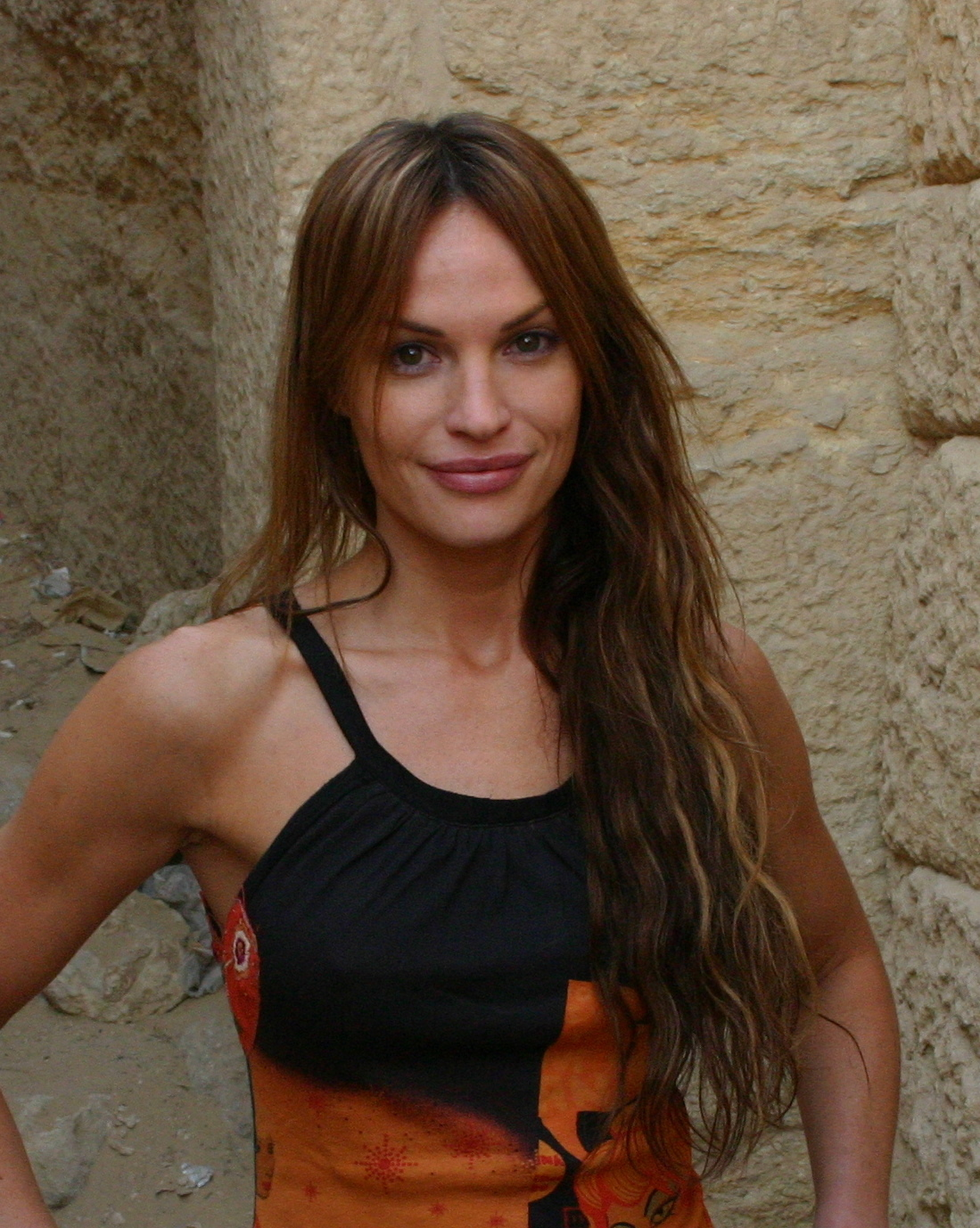
Jolene Blalock in Kairo (2009)

Jolene K. Blalock (* 5. März 1975 in San Diego, Kalifornien) ist eine US-amerikanische Schauspielerin und Model.

## Leben und Karriere
Im Alter von 17 Jahren verließ Blalock die Vereinigten Staaten und reiste nach Europa, dort arbeitete sie als Model. 1998 zog sie nach Los Angeles, wo sie in einigen Werbespots spielte. Es folgten kleinere Gastrollen in verschiedenen Fernsehserien. 2001 wurde ihr schließlich die Rolle der T’Pol in der Serie Star Trek: Enterprise angeboten, die sie erst nach zwei abgelehnten Drehbüchern annahm, dann allerdings in allen 98 Episoden der Serie verkörperte.
Für einige Zeit war sie mit Edward Furlong zusammen, trennte sich jedoch wieder von ihm. Am 22. April 2003 heiratete sie den CEO der Firma Live Nation Michael Rapino während eines Urlaubs auf Jamaika.
In ihrer Freizeit betreibt Blalock die Kampfsportart Thai-Boxen und surft. Im Oktober 2001 ließ sich Blalock für die Zeitschrift Maxim ablichten.
2008 wirkte Blalock an Starship Troopers 3: Marauder, dem dritten Teil der Starship-Troopers-Reihe, mit. Zudem war sie in den Serien CSI: Miami und Dr. House zu sehen.

## Filmografie (Auswahl)
- 1998: Veronica (Veronica’s Closet, Fernsehserie, eine Folge)
- 1999: Love Boat – Auf zu neuen Ufern (The Love Boat: The Next Wave, Fernsehserie, eine Folge)
- 2000: G vs E (Fernsehserie, eine Folge)
- 2000: CSI: Den Tätern auf der Spur (CSI: Crime Scene Investigation, Fernsehserie, eine Folge)
- 2000: D.C. (Fernsehserie, zwei Folgen)
- 2000: Jason und der Kampf um das Goldene Vlies (Jason and the Argonauts, Fernsehfilm)
- 2000: Queen for a Day (Kurzfilm)
- 2001: JAG – Im Auftrag der Ehre (JAG, Fernsehserie, eine Folge)
- 2001: The Diamond Hunters (Miniserie, 2 Folgen)
- 2001: Random – Nichts ist wie es scheint (On the Edge, Fernsehfilm)
- 2001–2005: Star Trek: Enterprise (Enterprise, Fernsehserie, 98 Folgen)
- 2003–2004: Stargate – Kommando SG-1 (Stargate SG-1, Fernsehserie, zwei Folgen)
- 2005: Slow Burn – Verführerische Falle (Slow Burn)
- 2006: I Dream of Murder (Fernsehfilm)
- 2007: Shadow Puppets
- 2008: Starship Troopers 3: Marauder
- 2008: First Fear (Fernsehserie, eine Folge)
- 2008: CSI: Miami (Fernsehserie, eine Folge, S09E16)
- 2009: Dr. House (House, M.D., Fernsehserie, S06E08)
- 2010: Legend of the Seeker – Das Schwert der Wahrheit (Legend of the Seeker, Fernsehserie, zwei Folgen)
- 2010: Sinners & Saints
- 2011: One Kine Day
- 2011: Second City This Week (Fernsehserie, 1 Folge)
- 2012: Troubled Teen (Kurzfilm)
- 2014: Sex Tape
- 2014: Killing Frisco
- 2017: A Man for Every Month (Fernsehfilm)
- 2024: Star Trek: Lower Decks (Fernsehserie, 1 Folge, nur Stimme)